# Лопато-Загорський Володимир Миколайович
Володимир Миколайович Лопато-Загорський (біл. Уладзімір Мікалаевіч Лапата-Загорскі; нар. 1968, Берестя) — білоруський дипломат.

## Біографія
Закінчив Московський державний інститут міжнародних відносин в 1994 році. У 1994—1996 роках — аташе, третій секретар відділу Азії і Африки, Міністерство закордонних справ Республіки Білорусь. У 1997—1998 роках — начальник відділу Азії Четвертого політичного управління, Міністерство закордонних справ Республіки Білорусь. У 1998—1999 роках — виконувач обов'язків начальника Четвертого політичного управління, Міністерство закордонних справ Республіки Білорусь. У 1999—2000 роках — заступник начальника управління Азії та Африки, Міністерство закордонних справ. У 2000—2001 роках — начальник управління Азії та Африки, Міністерство закордонних справ, У 2001—2008 роках — Надзвичайний і Повноважний Посол Республіки Білорусь в Сирійській Арабській Республіці, в Ліванській Республіці та Йорданському Хашимітському Королівстві (за сумісництвом).
У 2008—2011 роках — начальник управління Азії та Африки, Міністерство закордонних справ.
З 2011 року — Надзвичайний і Повноважний Посол Республіки Білорусь в Республіці Індонезії (з листопада 2011 р.), Надзвичайний і Повноважний Посол Республіки Білорусь в Австралії (з лютого 2012 року. до червня 2014 року), Малайзії, Республіці Сінгапур та Республіці Філіппіни за сумісництвом (з лютого 2012 року), Постійний представник Республіки Білорусь при Асоціації держав Південно-Східної Азії (АСЕАН) за сумісництвом (з вересня 2013 р.)
14 вересня 2017 року Указом Президента Республіки Білорусь звільнений з посади Надзвичайного і Повноважного Посла Республіки Білорусь в Республіці Індонезії і за сумісництвом в Малайзії, Республіці Сінгапур та Республіці Філіппіни, Постійного представника Республіки Білорусь при Асоціації держав Південно-Східної Азії (АСЕАН) у зв'язку з переведенням до іншого наймача.